# Willa's Wild Life
Willa's Wild Life  (în limba română numit Animalele Wilei sau Grădina Zoologică al lui Willa) este un serial de desene animate franco-canadiano-american . Este un serial bazat pe o carte. Este despre o fată Willa de cam 9 ani prima dată care are câteva animale de companie foarte ciudate. Ea a achiziționat o girafă, doi elefanți, niște crocodili și multe alte animale exotice precum și iepurași. În România acest serial a fost foarte popular mai ales în rândul băieților cu vârste 9-14 ani însă au existat telespectatori și în afara acestei arii.

## Legături externe
- Willa's Wild Life la Big Cartoon DataBase
- Willa's Wild Life la Internet Movie Database